# باراباس (فلم)
باراباس هو فيلم ملحمي ديني عام 1961 يتوسع في مسيرة باراباس، من رواية العاطفة المسيحية في إنجيل مرقس والأناجيل الأخرى. الفيلم من بطولة النجم أنطوني كوين في دور باراباس، وتوزيع كولومبيا بيكتشرز. استندت إلى رواية عام 1950 الحائزة على جائزة نوبل بير لاغركفيست التي تحمل نفس العنوان. والآن يعد هذا الفيلم من أعظم الأفلام الدينية والرومانية.
أخرج الفيلم ريتشارد فلايشر وتم تصويره في فيرونا وروما تحت إشراف المنتج دينو دي لورينتيس. اشتملت على العديد من المشاهد المذهلة، بما في ذلك معركة المصارعين في نموذج استوديو أفلام سينيسيتا في الساحة، ولقطة صلب خلال كسوف كلي فعلي للشمس.

## الملخص
يتحدث الفيلم عن الشخصية الدينية الشهيرة باراباس عندما يبدأ كل شيء بالعفو عنه وعقاب السيد المسيح فيمر بعدة تقلبات حتى يؤمن إيمان كامل بالله.

## وصلات خارجية
- باراباس على موقع IMDb (الإنجليزية)
- باراباس على موقع الموسوعة البريطانية (الإنجليزية)
- باراباس على موقع روتن توميتوز (الإنجليزية)
- باراباس على موقع نتفليكس (الإنجليزية)
- باراباس على موقع قاعدة بيانات الأفلام العربية
- باراباس على موقع ألو سيني (الفرنسية)
- باراباس على موقع Turner Classic Movies (الإنجليزية)
- باراباس على موقع أول موفي (الإنجليزية)
- باراباس على موقع فيلمافينيتي (الإسبانية)
- باراباس على موقع قاعدة بيانات الأفلام السويدية (السويدية)